# Oposició Extraparlamentària

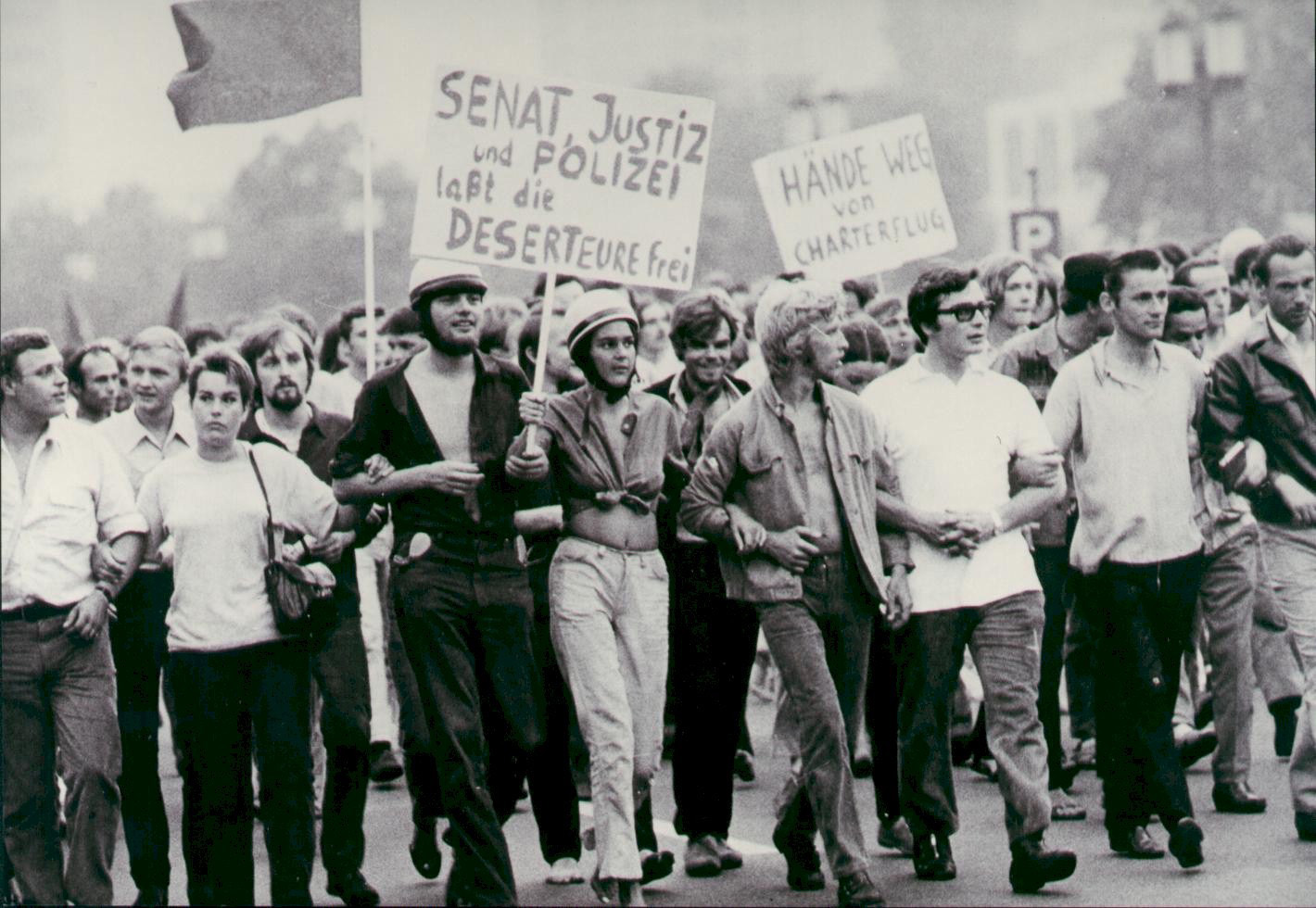
Protesta a Berlín Occidental contra la presència militar estatunidenca, 1969.

Oposició Extraparlamentaria (en alemany: Außerparlamentarische Opposition, APO) va ser un moviment polític de protesta existent a l'Alemanya Occidental entre finals dels anys 1960 i inicis dels 1970, formant un component rellevant del moviment estudiantil alemany.

## Història
Els seus orígens es troben en la frustració de les noves generacions de joves alemanys davant la formació, l'any 1966, del govern de gran coalició entre la Unió Demòcrata Cristiana (CDU) i el Partit Socialdemòcrata (SPD). Des de 1949 els governs d'Alemanya Occidental havien estat controlats únicament per la CDU. El govern de concentració constituït el 1966 estava liderat per Kurt Georg Kiesinger, un antic membre del partit nazi, la qual cosa va crear un major malestar entre la joventut. La tramitació de l'anomenada Llei d'emergència per part del nou govern va provocar una profunda divisió entre la societat alemanya, malgrat la voluntat del govern per aconseguir la seva aprovació. La nova legislació atorgava al govern poders especials en cas de produir-se situacions excepcionals, tal com poguessin ser catàstrofes naturals o greus alteracions de l'ordre públic. A molts alemanys els va recordar a la Llei habilitant de 1933, que havia permès a Adolf Hitler prendre el poder absolut.
Com era d'esperar, la llei es va trobar amb una frontal oposició de sindicats, professorat universitari i estudiants. Més enllà del projecte legislatiu, per a molts joves va ser una oportunitat per mostrar el seu rebuig contra la societat de l'Alemanya Occidental, a la qual consideraven conservadora, tancada i poc tolerant. El moviment estudiantil, agrupat entorn de la Federació Socialista Alemanya d'Estudiants (SDS), va ser un dels suports més amplis i importants de l'APO. La veritat és que el nombre d'universitaris a la República Federal d'Alemanya havia passat de 384.000 estudiants l'any 1965 a 510.000, cinc anys després. Entre els seus portaveus més coneguts es trobava el líder del moviment estudiantil, Rudi Dutschke.
El 2 de juny de 1967 es va organitzar una gran manifestació a Berlín Occidental contra la visita del Xa, Mohammad Reza Pahlavi, a la qual va seguir una dura càrrega policial contra els manifestants. Durant els avalots es va produir l'assassinat de Benno Ohnesorg a mans d'un policia de Berlín. La mort de l'estudiant Ohnesorg va provocar l'esclat d'una ona d'indignació a tota l'Alemanya Occidental i va servir, en part, com a catalitzador de l'APO. Alguns han assenyalat aquesta data com l'inici oficial del moviment. Un any després, els esdeveniments internacionals de l'anomenada «Revolució de 1968» van tenir una forta influència en el futur immediat alemany.
L'11 d'abril de 1968, Dutschke va ser víctima d'un atemptat comès per un jove d'ultradreta. L'intent fallit d'assassinat va encendre la metxa de noves protestes dirigides contra l'editorial Axel Springer SE, d'ideologia conservadora i a la qual acusaven d'haver incitat l'atemptat a través del diari sensacionalista Bild. Unes setmanes més tard, ocorrien a França els esdeveniments del maig del 68. A Alemanya no van tenir la mateixa influència i desenvolupament, ja que a diferència de l'ocorregut a París, els sindicats alemanys del Patronat Emergència de la Democràcia (KND) no van ser partidaris de convocar una vaga general en suport dels estudiants.
El SDS seguia exigint la reforma de les universitats i del sistema educatiu de la República Federal d'Alemanya. Tot i així, les propostes i reivindicacions de l'APO es van trobar amb la incomprensió o rebuig de la societat alemanya, majoritàriament anticomunista. La Llei d'emergència va ser finalment promulgada el 24 de juny de 1968. El fracàs de les mobilitzacions contra la llei pràcticament van marcar el final de l'APO. A les eleccions federals de 1969, l'SPD de Willy Brandt va sortir beneficiat del descontentament que existia amb la CDU, sent a més un candidat atractiu per a l'alemany occidental de classe mitjana. El nou govern social-liberal de Brandt va néixer amb un clar signe reformista, recollint les aspiracions d'una important part de la societat alemanya. No obstant això, el fracàs de l'APO també va portar a la radicalització d'alguns petits grups i el seu pas a l'activisme armat, com va ser el cas del Moviment 2 de juny, la Fracció de l'Exèrcit Roig (RAF) o les Cèl·lules Revolucionàries (RZ). De totes elles, la RAF va ser la de major activitat i importància durant els anys 1970.